# DOOR (可苦可樂單曲)
《DOOR》，是日本樂團可苦可樂的第9張單曲。2004年5月12日發行。

## 簡介
前作《blue blue》約8個月之後發行。出道後第9張單曲。
《DOOR》是地下時期創作的歌曲，也是由黑田俊介首次製作的主打歌，截至2013年12月，《DOOR》是黑田唯一作詞、作曲的主打歌。

## 收錄曲目
全編曲：笹路正徳
1. DOOR 作詞、作曲：黑田俊介
2. 不應忘記的事物（忘れてはいけないもの）作詞、作曲：小淵健太郎
3. DOOR（Instrumental）
4. 不應忘記的事物（Instrumental）

## 外部連結
- DOOR（页面存档备份，存于）